# Protréptico

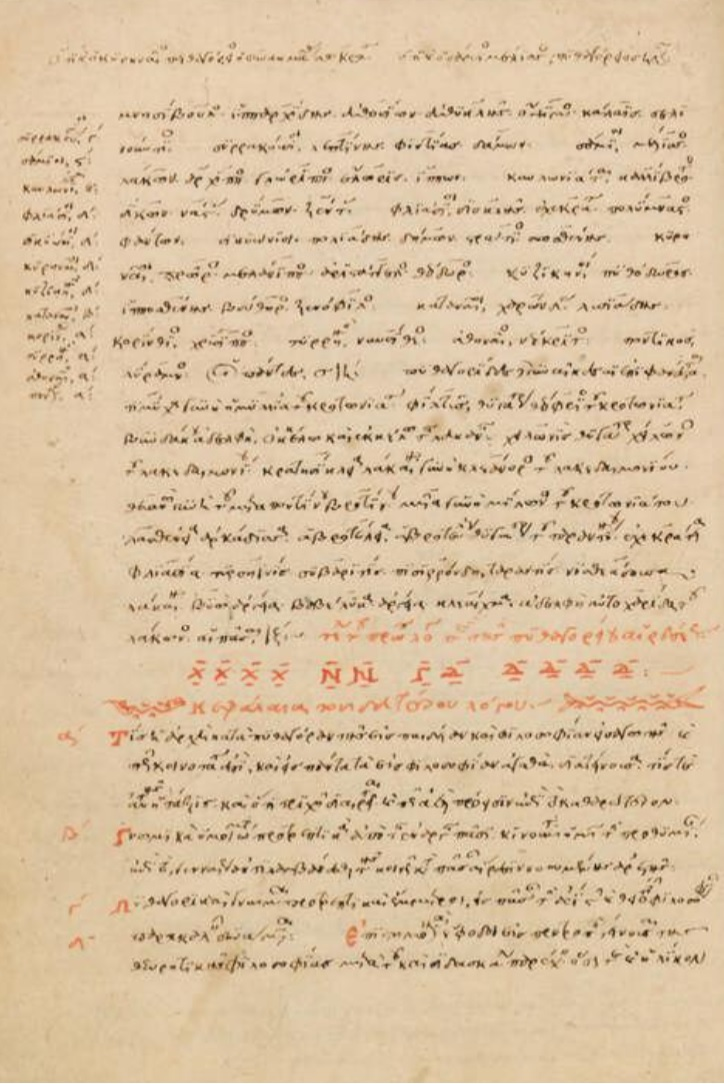
El comienzo del Protréptico en el manuscrito más antiguo e importante. Florencia, Biblioteca Medicea Laurenziana.

Un Protréptico  (del griego antiguo προτρεπτικός /proteptikós/, de προτρέπω /protrépō/ 'instar') es un género literario antiguo, utilizado habitualmente para invitar al ejercicio de la vida filosófica. Se sabe que Aristóteles escribió uno, que no ha llegado hasta nosotros; que Clemente de Alejandría se inspiró en él, y que obras con el mismo título fueron compuestas, por ejemplo, por Epicuro, Plutarco, Séneca y Cicerón, mientras que Galeno escribió un protréptico sobre medicina.
Uno de los más conocidos, el de Aristóteles, dice así:

O hay que filosofar o no hay que filosofar.
Si hay que filosofar, hay que filosofar.
Si no, hay que filosofar.

(El rechazo a filosofar en sí mismo es filosofar).

## ElProtrépticodeAristóteles
El Protrepticus o Exhortación a la filosofía, obra que no ha llegado hasta nosotros pero que conocemos por las numerosas citas que aparecen en la obra del mismo título de Jámblico, dedicada a Themiso, rey de una ciudad de Chipre, debió de ser escrita por Aristóteles hacia el año 350 a. C.
Se trataba, en efecto, de una exhortación a la filosofía, siendo ésta el mayor de los bienes, puesto que tiene como fin a sí misma, mientras que las demás ciencias tienen como fin algo distinto de sí mismas.
La filosofía es a la vez buena y útil, pero hay que privilegiar la bondad sobre la utilidad: "Algunas cosas, sin las cuales es imposible vivir, las amamos en vista de algo distinto de ellas mismas, y a éstas debemos llamarlas causas necesarias y concomitantes; otras, en cambio, las amamos por sí mismas, aunque de ellas no se derive nada más, y a éstas debemos llamarlas propiamente bienes [...] Sería, pues, completamente ridículo buscar una utilidad a todo lo que no sea la cosa misma, y preguntar: '¿Qué es útil para nosotros? ¿Qué nos es útil?". Quien hiciera estas preguntas no se parecería en nada a quien sabe lo que es bello y bueno, ni a quien sabe lo que es causa y lo que es concomitante'. Se trata de una polémica contra las posiciones de Isócrates que, en su Antidosis, escrita contra el Aristóteles de Grillo, atacaba los conocimientos carentes de utilidad práctica.
Además, que hacer filosofía es para Aristóteles en cualquier caso necesario queda demostrado por el hecho de que "quien cree necesario filosofar, debe filosofar, y quien cree que no se debe filosofar, debe filosofar para demostrar que no se debe filosofar; por tanto, o se filosofa en cualquier caso o se sale de aquí, despidiéndose de la vida, ya que todas las demás cosas parecen ser sólo cháchara y palabrería".

## ElProtrépticode Clemente de Alejandría
Es bien conocida la obra homónima de Clemente de Alejandría, una exhortación a la conversión al cristianismo y a la consiguiente demolición del paganismo, dirigida a sus compatriotas alejandrinos y fechada entre 180 y 200 d. C. Si es original e intencionado, el título indicaría una concepción específica del cristianismo como "verdadera filosofía" de la vida por parte del autor. Y, en efecto, la obra contiene un ataque a la religión griega: a los misterios, los rituales, los sacrificios y el culto a las imágenes. Además, Clemente analiza la relación entre los filósofos y poetas griegos y la religión cristiana, a veces criticando sus escritos y otras revelando en algunos de ellos destellos de verdad y anticipaciones de la doctrina del Dios verdadero. El documento concluye exaltando el Logos e invitando a los paganos a seguir su mensaje.

## Ejemplos famosos
- el Protréptico o Exhortación a la Filosofía de Aristóteles ;
- el Protréptico o Exhortación a la filosofía de Jámblico, posiblemente una compilación de la obra de Aristóteles;
- el Hortensio de Cicerón (trabajo perdido, citado en particular por San Agustín en las Confesiones);
- la Protréptico de Clemente de Alejandría.

- Datos: Q2113832